# Libros históricos
Se denomina Libros históricos de la Biblia a una amplia colección de textos ubicada a continuación del Pentateuco y seguida por los Libros sapienciales.

## Período narrado
Los  textos históricos cuentan la historia de la humanidad y el pueblo de los judíos desde la muerte de Moisés hasta la rebelión macabea contra el helenismo. En líneas generales, podemos decir que abarcan el período comprendido entre 1240 a. C. y 173 a. C.  (unos once siglos).
Desde la conquista de la Tierra Prometida por los hebreos hasta la lucha contra los griegos, grandes conflictos históricos llegaron y pasaron, y se narran en uno u otro de estos libros: la guerra contra Asiria, la invasión de los babilonios de Nabucodonosor II, la ascensión de los jueces como Rut y Sansón y el período monárquico representado tanto por el rey Saúl como por sus sucesores David y Salomón. La transición de ser un pueblo henoteísta, con diferentes costumbres según las tribus, a pasar a ser un pueblo monoteísta.

## Libros de la colección
Los Libros Históricos de la Biblia son dieciséis:
Josué,
Jueces,
Rut,
I y II Samuel,
I y II Reyes,
I y II Crónicas,
Esdras,
Nehemías, Libro de Ester

## Idioma
Los Libros Históricos se escribieron en hebreo, con las siguientes excepciones: algunos capítulos de Esdras y Daniel y un versículo de Jeremías fueron escritos en arameo.
Y añadidos deuterocanónicos en griego: los versículos 24 al 90 del capítulo 3, los capítulos 13 y 14 de Daniel, desde el capítulo 10, 4 al 16, 24 de Ester y el libro 2 Macabeos.
En la Biblia Ortodoxa se añaden otros libros históricos del período del segundo Templo escritos en griego igualmente: I Esdras y III Macabeos.

## Canonicidad
Poseemos la mayoría de las versiones hebreas o arameas de los libros históricos, los que son considerados canónicos tanto por católicos y protestantes como por los judíos.
Sin embargo, de algunos textos solo sobrevive el texto en griego. Al carecer de las versiones hebreas o arameas, judíos y protestantes los consideran apócrifos y por lo tanto se los excluyen de sus Biblias, aunque los católicos los aceptan, llamándolos deuterocanónicos. Se encuentran incluidos en este caso los libros de Judit, Tobías y ciertas partes de Ester (10:4-16:24) entre los libros históricos. A ellos se suman el sapiencial Eclesiástico, y Baruc y partes de Daniel entre los libros proféticos.

## Historiografía bíblica
Entre los antiguos hebreos el pasado era importantísimo. Sin descartar en ningún momento la esperanza en un futuro mejor, su propia naturaleza de pueblo del Pacto, de pueblo elegido, obligaba a los judíos a estudiar y repasar en profundidad su pasado, esto es, los tiempos en que, de pueblo perseguido y esclavizado había pasado a ser el "ejército de Yahveh".
Sin embargo, los libros históricos de la Biblia presentan diferentes grados de "historicidad". Esto se debe a que cada uno de los textos tiene su propia manera de relatar la historia. Y muchos fueron siendo reeditados con el tiempo según los intereses de las castas gobernantes. 
Es por eso que los expertos han dividido a los libros históricos en seis grupos, dependiendo de su grado de certeza histórica y de los métodos utilizados por sus autores:
1. David y Salomón (Libros de los Reyes): se toma este período como punto de partida porque es aquí cuando comienza a escribirse verdadera historia en el sentido moderno.
2. Período intermedio: compuesto por Samuel.
3. Los Jueces: tiempo en que Israel está dividida y su cultura amenazada por trampas de toda clase.
4. Éxodo: mucho mejor conservado que el grupo anterior, primero porque se estilaba en aquel tiempo llevar registro minucioso de los hechos, y también porque Israel no se había dividido y el caos subsiguiente estaba aún muchos años en el futuro.
5. Los Patriarcas: historias relativas a Moisés y Abraham, con medio milenio de distancia entre uno y el otro.
6. Los orígenes: la creación, genealogías y sistema cronológico particular que pretenden explicar toda la historia que vendrá después.